# Territoire à risques importants d'inondation
En France, un territoire à risques importants d'inondation (TRI) désigne une partie du territoire national, constituée de communes entières, où les enjeux humains, sociaux et économiques potentiellement exposés aux inondations sont les plus importants,,.  La notion de TRI a été introduite lors de la transposition en droit français de la directive inondation du 23 octobre 2007 visant à donner un cadre cohérent au niveau européen pour l'évaluation et la gestion des risques d'inondations. Après une évaluation des risques d'inondation en France en 2011 au niveau de chaque bassin hydrographique, 122 TRI ont été définis en 2012 dont 16 de portée nationale.

## Stratégie nationale de gestion du risque d'inondation

### Directive inondation et stratégie nationale
La Directive inondation, relative à l’évaluation et à la gestion des risques d’inondation en Europe, est transposée dans le droit français par l'article 221 de la loi n° 2010-788 du 12 juillet 2010 portant engagement national pour l'environnement, ou "Grenelle 2" et est complétée par le décret n° 2011-227 du 2 mars 2011 relatif à l'évaluation et à la gestion des risques d'inondations,. La France introduit en particulier la terminologie de territoires à risque important d'inondation (TRI)   qui ne figure pas formellement dans la directive. Ils correspondent aux zones pour lesquelles des risques potentiels importants d’inondation existent ou que leur matérialisation peut être considérée comme probable, telles que définies dans l'article 5 de la directive, et doivent être définis avant le 22 juin 2012.
La nouvelle stratégie nationale de la gestion du risque d'inondation (SNGRI) en France comprend ainsi trois niveaux de gestion : national, territorial et local. En cohérence avec la politique de l’eau, l’échelle de travail retenue pour le niveau territorial est le district hydrographique, l’équivalent d’un grand bassin ou d’un groupement de bassins. La France compte ainsi quatorze districts, dont neuf pour la métropole. Au niveau de chaque district hydrographique, le Préfet coordonnateur de bassin :
- élabore une évaluation préliminaire des risques d’inondations (EPRI) sur le district pour le 22 décembre 2011 ;
- sélectionne des territoires à risques importants d'inondation (TRI) sur la base de l'EPRI et des critères nationaux définis dans le cadre de la SNGRI ;
- élabore des cartes des surfaces inondables et des risques d’inondations pour le 22 décembre 2013 ;
- définit la liste des stratégies locales à élaborer pour les territoires à risques importants d’inondations ;
- élabore un plan de gestion des risques d’inondations (PGRI) sur le district pour le 22 décembre 2015.

### Notion de TRI
La notion de territoire à risques importants apparaît dans la section 2 du décret n° 2011-227 du 2 mars 2011 relatif à l'évaluation et à la gestion des risques d'inondation où sont différenciés les TRI de portée nationale ou européenne dont la liste est arrêtée par le ministre chargé de la prévention des risques majeurs et les TRI de portée territoriale dont la liste est arrêtée au niveau de chaque bassin ou groupement de bassin par le préfet coordonnateur de bassin, après consultation des parties prenantes et avis des préfets de région et des préfets de département concernés et de la commission administrative du bassin. 
La terminologie « risques Importants » s'entend en termes de concentration d'enjeux exposés à l'aléa mais ne signale pas l'imminence d'une catastrophe ni ne mesure la gravité très localisée d'une inondation. Elle identifie des zones d'inondabilité potentielles dans l'optique d'un gain plus important associé aux mesures à prendre. Le  périmètre de chaque TRI doit être considéré comme un bassin de vie dont le périmètre tient compte d'une logique urbaine au-delà de l'inondabilité potentielle caractérisée par l'évaluation préliminaire des risques d'inondation. De fait, le TRI doit être caractérisé comme un assemblage de communes centré autour d'un pôle urbain dont l'inondation est susceptible de toucher directement ou indirectement le territoire.
Le TRI est une poche d'enjeux située dans une zone d'inondabilité potentielle (EAIP), sur laquelle une cartographie détaillée du risque (aléa et enjeux) est élaborée et rapportée à la Commission Européenne. L'échelle du TRI est distincte de l'échelle de gestion du risque – celle des stratégies locales de gestion des risques d'inondation – qui devra être définie à une échelle hydrographique ou hydrosédimentaire cohérente.

## Dénombrement des TRI

### Caractérisation des territoires à risques importants d'inondation
Les critères nationaux de caractérisation de l'importance du risque d'inondation fondant l'identification des territoires dans lesquels il existe un risque important d'inondation sont définis dans l'arrêté ministériel du 27 avril 2012. Il s'agit des impacts potentiels sur la santé humaine et sur l'activité économique. Ces impacts sont évalués notamment au regard de la population permanente résidant en zone potentiellement inondable et du nombre d'emplois situés en zone potentiellement inondable, calculés dans le cadre de l'évaluation préliminaire des risques d'inondation réalisée par le préfet coordonnateur de bassin, lorsque ces informations sont disponibles.
Au niveau territorial, des critères complémentaires propres au bassin peuvent être pris en compte dans le cadre des échanges avec les parties prenantes ou au sein du comité de bassin.

### Synthèse par bassin hydrographique
De l'évaluation préliminaire des risques d'inondation réalisée en 2011, il ressort que 17,1 millions de personnes, dont 16,8 pour la métropole, résident de manière permanente dans l’enveloppe approchée des inondations potentielles (EAIP), c’est-à-dire l’emprise potentielle des inondations extrêmes. Cette zone inondable concerne également au moins 9 millions d’emplois en métropole et  5 % du territoire métropolitain.
Dans cette zone inondable ont été identifiés 122 territoires à risques importants dont 16 de portée nationale. 111 sont situés en métropole et 11 dans les DOM. La répartition par bassin est présentée dans le tableau suivant.
| Bassin hydrographique (découpage par agences de l'eau) | District hydrographique (au sens de la directive inondation)                      | Zones inondables (EAIP)        | Zones inondables (EAIP)                                                     | Zones inondables (EAIP)                                                                   | TRI          | TRI                 |
| Bassin hydrographique (découpage par agences de l'eau) | District hydrographique (au sens de la directive inondation)                      | Population estimée dans l’EAIP | % de la population de l’EAIP par rapport à la population totale du district | % de la population du district dans l’EAIP par rapport à la population totale dans l’EAIP | par district | de portée nationale |
| ------------------------------------------------------ | --------------------------------------------------------------------------------- | ------------------------------ | --------------------------------------------------------------------------- | ----------------------------------------------------------------------------------------- | ------------ | ------------------- |
| Adour-Garonne                                          | Adour, Garonne, Dordogne, Charente et cours d'eau côtiers charentais et aquitains | 1 177 000                      | 16 %                                                                        | 7 %                                                                                       | 18           |                     |
| Artois-Picardie                                        | Escaut, Somme et cours d'eau côtiers de la Manche et de la Mer du Nord            | 1 879 000                      | 42 %                                                                        | 11,2 %                                                                                    | 10           |                     |
| Artois-Picardie                                        | Meuse (partie Sambre)                                                             | 33 000                         | 17 %                                                                        | 0,2 %                                                                                     | 1            |                     |
| Loire Bretagne                                         | Loire et cours d'eau côtiers vendéens et bretons                                  | 1 694 000                      | 14 %                                                                        | 10,1 %                                                                                    | 20           | 5                   |
| Rhin-Meuse                                             | Rhin                                                                              | 1 515 000                      | 40 %                                                                        | 9 %                                                                                       | 8            | 1                   |
| Rhin-Meuse                                             | Meuse                                                                             | 143 000                        | 30 %                                                                        | 0,8 %                                                                                     | 4            |                     |
| Rhône-Méditerranée                                     | Rhône et cours d'eau côtiers méditerranéens                                       | 5 541 000                      | 38 %                                                                        | 33 %                                                                                      | 31           | 6                   |
| Seine-Normandie                                        | Seine et cours d'eau côtiers normands                                             | 4 767 000                      | 27 %                                                                        | 28,4 %                                                                                    | 16           | 4                   |
| Corse                                                  | Corse                                                                             | 63 000                         | 22 %                                                                        | 0,4 %                                                                                     | 3            |                     |
|                                                        |                                                                                   | 16 800 000                     |                                                                             |                                                                                           | 111          | 16                  |

Dans les DOM, Mayotte et la Réunion sont fortement exposés avec respectivement 40 % et 26 % de la population habitant dans la zone inondable.
| Bassin ou District hydrographique | Zones inondables (EAIP) | Zones inondables (EAIP) | Zones inondables (EAIP)                                                | TRI          |
| Bassin ou District hydrographique | Population totale       | Population dans l’EAIP  | % de la population dans l’EAIP par rapport à la population du district | par district |
| --------------------------------- | ----------------------- | ----------------------- | ---------------------------------------------------------------------- | ------------ |
| Guadeloupe                        | 400 736                 | 61 241                  | 15,3 %                                                                 | 2            |
| Martinique                        | 397 728                 | 27 269                  | 6,9 %                                                                  | 1            |
| Guyane                            | 205 954                 | 29 756                  | 14,4 %                                                                 | 1            |
| La Réunion                        | 781 962                 | 207 834                 | 26,6 %                                                                 | 6            |
| Mayotte                           | 186 243                 | 88 758                  | 40 %                                                                   | 1            |
|                                   | 1 972 623               | 414 858                 | 21 %                                                                   | 11           |

### Cartographie

Carte des Territoires à risques importants d'inondation en France métropolitaine (octobre 2012).

## Liste des TRI par bassin hydrographique
| Région(s)                                                     | Département(s) | N° / ref             | Nom du TRI                                                 | Nb communes          | Population en EAIP   | Aléa caractérisant le TRI | TRI national         |
| Bassin Adour-Garonne                                          | Bassin Adour-Garonne | Bassin Adour-Garonne | Bassin Adour-Garonne                                       | Bassin Adour-Garonne | Bassin Adour-Garonne | Bassin Adour-Garonne | Bassin Adour-Garonne |
| ------------------------------------------------------------- | --- | -------------------- | ---------------------------------------------------------- | -------------------- | -------------------- | --- | -------------------- |
| Nouvelle-Aquitaine                                            | Charente, Charente-Maritime | 1                    | Saintes Cognac Angouleme                                   | 46                   | 31 666               | Débordement de la Charente | non                  |
| Nouvelle-Aquitaine                                            | Charente-Maritime | 2                    | Littoral Charentais-Maritime                               | 42                   | 31 483               | Submersion marine | non                  |
| Nouvelle-Aquitaine                                            | Corrèze, Dordogne | 3                    | Tulle Brive                                                | 20                   | 49 289               | Débordement de la Corrèze et de la Vézère | non                  |
| Nouvelle-Aquitaine                                            | Dordogne | 4                    | Perigueux                                                  | 12                   | 17 124               | Débordement de l'Isle | non                  |
| Nouvelle-Aquitaine                                            | Dordogne, Gironde | 5                    | Bergerac                                                   | 22                   | 9 686                | Débordement de la Dordogne | non                  |
| Nouvelle-Aquitaine                                            | Gironde | 6                    | Bassin Arcachon                                            | 10                   | 18 934               | Submersion marine | non                  |
| Nouvelle-Aquitaine                                            | Gironde | 7                    | Bordeaux                                                   | 113                  | 113 522              | Débordement de la Garonne et Submersion marine | non                  |
| Nouvelle-Aquitaine                                            | Gironde | 8                    | Libourne                                                   | 20                   | 13 129               | Submersion marine et Débordement de la Dordogne | non                  |
| Nouvelle-Aquitaine                                            | Landes | 9                    | Dax                                                        | 13                   | 10 003               | Débordement de l'Adour | non                  |
| Nouvelle-Aquitaine                                            | Landes, Pyrénées-Atlantiques | 10                   | Côtier Basque                                              | 13                   | 28 496               | Submersions marines et crues rapides dévastatrices de la Nivelle | non                  |
| Nouvelle-Aquitaine                                            | Lot-et-Garonne | 11                   | Tonneins Marmande                                          | 19                   | 16 577               | Débordement de la Garonne | non                  |
| Nouvelle-Aquitaine                                            | Lot-et-Garonne | 12                   | Agen                                                       | 21                   | 41 686               | Débordement de la Garonne | non                  |
| Nouvelle-Aquitaine                                            | Pyrénées-Atlantiques | 13                   | Pau                                                        | 34                   | 48 643               | Débordement du Gave de Pau | non                  |
| Occitanie                                                     | Haute-Garonne | 14                   | Toulouse                                                   | 12                   | 96 973               | Débordement de la Garonne | non                  |
| Occitanie                                                     | Lot | 15                   | Cahors                                                     | 14                   | 7 627                | Débordement du Lot | non                  |
| Occitanie                                                     | Lozère | 16                   | Mende Marvejols                                            | 17                   | 10 409               | Débordement du Lot | non                  |
| Occitanie                                                     | Tarn-et-Garonne | 17                   | Castres Mazamet                                            | 10                   | 10 911               | Débordement de l'Agout et du Thoré | non                  |
| Occitanie                                                     | Tarn-et-Garonne | 18                   | Montauban Moissac                                          | 15                   | 22 482               | Débordement du Tarn | non                  |
| Bassin Artois-Picardie                                        | |                      |                                                            |                      |                      | |                      |
| Hauts-de-France                                               | Nord | 19                   | Douai                                                      | 31                   | 900                  | Débordement de la Scarpenon | non                  |
| Hauts-de-France                                               | Nord | 20                   | Dunkerque                                                  | 11                   | 25 693               | Submersion marine | non                  |
| Hauts-de-France                                               | Nord | 21                   | Lille                                                      | 56                   | 3 592 à 3 664        | Débordement de la Marque, de la Lys et de la Deûle | non                  |
| Hauts-de-France                                               | Nord | 22                   | Maubeuge                                                   | 21                   | 10 634               | Débordement de la Sambre et de la Solre | non                  |
| Hauts-de-France                                               | Nord | 23                   | Valenciennes                                               | 38                   | 2 952 à 2 970        | Débordement de l'Escaut | non                  |
| Hauts-de-France                                               | Nord et Pas-de-Calais | 24                   | Béthune - Armentières                                      | 105                  | 21 939 à 22 199      | Débordement de la Lys | non                  |
| Hauts-de-France                                               | Pas-de-Calais | 25                   | Calais                                                     | 6                    | 5 046                | Submersion marine | non                  |
| Hauts-de-France                                               | Pas-de-Calais | 26                   | Lens                                                       | 47                   | 5 618 à 5 690        | Débordement du canal de Lens et de la Deûle | non                  |
| Hauts-de-France                                               | Pas-de-Calais | 27                   | Saint-Omer                                                 | 13                   | 7 132 à 7 150        | Débordement de l'Aa et du marais Audomarois | non                  |
| Hauts-de-France                                               | Somme | 28                   | Abbeville                                                  | 6                    | 3 290                | Débordement de la Somme | non                  |
| Hauts-de-France                                               | Somme | 29                   | Amiens                                                     | 11                   | 5 885                | Débordement de la Somme | non                  |
| Bassin Loire-Bretagne                                         | |                      |                                                            |                      |                      | |                      |
| Nouvelle-Aquitaine                                            | Charente-Maritime | 30                   | La Rochelle - Ile-de-Ré                                    | 19                   | 15 720               | Submersions marines | non                  |
| Nouvelle-Aquitaine                                            | Charente-Maritime | 2                    | Littoral Charentais-Maritime                               | 1                    | 34 500               | Submersions marines | non                  |
| Nouvelle-Aquitaine                                            | Charente-Maritime, Vendée | 31                   | Baie de l’Aiguillon                                        | 16                   | 6 499                | Submersions marines | non                  |
| Nouvelle-Aquitaine                                            | Vienne | 32                   | Châtellerault                                              | 6                    | 13 152               | Débordement de la Vienne et du Clain | non                  |
| Auvergne-Rhône-Alpes                                          | Allier | 33                   | Montluçon                                                  | 1                    | 7 900                | Débordement du Cher | non                  |
| Auvergne-Rhône-Alpes                                          | Allier | 34                   | Moulins                                                    | 3                    | 4 700                | Débordement de l'Allier | non                  |
| Auvergne-Rhône-Alpes                                          | Allier | 35                   | Vichy                                                      | 8                    | 8 500                | Débordement de l'Allier et du Sichon | non                  |
| Auvergne-Rhône-Alpes                                          | Haute-Loire | 36                   | Le-Puy-en-Velay                                            | 11                   | 7 440                | Débordement de la Loire, la Borne, le Dolaizon | non                  |
| Auvergne-Rhône-Alpes                                          | Loire | 37                   | Saint-Etienne                                              | 16                   | 25 795               | Débordement du Furan et de l'Ondaine | non                  |
| Auvergne-Rhône-Alpes                                          | Puy-de-Dôme | 38                   | Clermont-Ferrand – Riom                                    | 23                   | 33 680               | Débordement de l'Artière, des Tiretaines (nord et sud), du Bédat, du Rif, du Mirabel, de l’Ambène et du Sardon et de leurs affluents. | non                  |
| Bourgogne-Franche-Comté                                       | Nièvre | 39                   | Nevers                                                     | 6                    | 12 491               | Débordement de la Loire | oui                  |
| Bretagne                                                      | Finistère | 40                   | Quimper-sud Finistère                                      | 19                   | 13 395               | Débordement de l'Odet et ses affluents le Jet et le Steir - Submersions marines | non                  |
| Bretagne                                                      | Ille-et-Vilaine | 41                   | Vilaine de Rennes à Redon                                  | 46                   | 34 305               | Débordement de la Vilaine et ses affluents l’Ille, la Flume, le Meu, la Seiche | non                  |
| Bretagne                                                      | Ille-et-Vilaine | 42                   | Saint-Malo - Baie du Mont-Saint-Michel                     | 23                   | 26 828               | Submersions marines | non                  |
| Centre-Val de Loire                                           | Cher | 43                   | Bourges                                                    | 3                    | 6 400                | Débordement de l'Yèvre et l'Auron | non                  |
| Centre-Val de Loire                                           | Indre-et-Loire | 44                   | Tours                                                      | 18                   | 124 600              | Débordement de la Loire et du Cher | oui                  |
| Centre-Val de Loire                                           | Loiret | 45                   | Orléans                                                    | 27                   | 69 000               | Débordement de la Loire | oui                  |
| Pays de la Loire                                              | Loire-Atlantique | 46                   | Nantes                                                     | 11                   | 23 470               | Débordement de la Loire et ses affluents la Sèvre Nantaise et l’Erdre | oui                  |
| Pays de la Loire                                              | Loire-Atlantique | 47                   | Saint-Nazaire Presqu’île de Guérande                       | 8                    | 11 000               | Submersions marines | non                  |
| Pays de la Loire                                              | Sarthe | 48                   | Le Mans                                                    | 5                    | 38 549               | Débordement de la Sarthe et l'Huisne | non                  |
| Pays de la Loire                                              | Vendée | 49                   | Noirmoutier - Saint-Jean-de-Monts                          | 12                   | 14 218               | Submersions marines | non                  |
| Pays de la Loire, Centre-Val de Loire                         | Maine-et-Loire, Indre-et-Loire | 50                   | Angers-Authion-Saumur                                      | 62                   | 75 094               | Débordement de la Loire et de la Maine | oui                  |
| Bassin Rhin - Meuse                                           | |                      |                                                            |                      |                      | |                      |
| Grand Est                                                     | Ardennes | 51                   | Sedan Givet                                                | 45                   | 56 277               | Débordement de la Meuse | non                  |
| Grand Est                                                     | Bas-Rhin | 52                   | Agglomération strasbourgeoise                              | 19                   | 308 328              | Débordement de l’Ill, de la Bruche et du Rhin. À noter que l’arrêté du 6 novembre 2012 identifie par ailleurs ce TRI comme territoire dans lequel il existe un risque d’inondation important ayant des conséquences de portée nationale. | non                  |
| Grand Est                                                     | Haut-Rhin | 53                   | Agglomeration mulhousienne                                 | 13                   | 129 893              | Débordement de l’Ill et de la Doller | non                  |
| Grand Est                                                     | Meurthe-et-Moselle | 54                   | Nancy Damelevières                                         | 18                   | 68 240               | Débordement de la Meurthe | non                  |
| Grand Est                                                     | Meurthe-et-Moselle | 55                   | Pont-Saint-Vincent                                         | 3                    | 776                  | Débordement du Madon | non                  |
| Grand Est                                                     | Meurthe-et-Moselle | 56                   | Longwy                                                     | 4                    | 3 761                | Débordement de la Chiers | non                  |
| Grand Est                                                     | Meurthe-et-Moselle et Moselle | 57                   | Metz Thionville Pont-à-Mousson                             | 65                   | 200 316              | Débordement de la Moselle | non                  |
| Grand Est                                                     | Meurthe-et-Moselle et Vosges | 58                   | Saint-Die Baccarat                                         | 20                   | 25 737               | Débordement de la Meurthe | non                  |
| Grand Est                                                     | Meuse | 59                   | Verdun                                                     | 3                    | 12 759               | Débordement de la Meuse | non                  |
| Grand Est                                                     | Moselle | 60                   | Sarreguemines                                              | 6                    | 12 263               | Débordement de la Sarre et de la Blies sur les tronçons frontaliers avec l’Allemagne | non                  |
| Grand Est                                                     | Vosges | 61                   | Épinal                                                     | 6                    | 18 217               | Débordement de la Moselle | non                  |
| Grand Est                                                     | Vosges | 62                   | Neufchateau                                                | 1                    | 1 352                | Débordement de la Meuse | non                  |
| Bassin Rhône-Méditerranée                                     | |                      |                                                            |                      |                      | |                      |
| Bourgogne-Franche-Comté                                       | Côte-d'Or | 63                   | Dijonnais                                                  | 14                   | 70 328               | Débordements de l'Ouche, du Suzon et de la Tille. | non                  |
| Bourgogne-Franche-Comté                                       | Doubs, Territoire de Belfort | 64                   | Belfort – Montbéliard                                      | 59                   | 89 875               | Débordements de la Savoureuse, du Doubs, de l'Allan, de l'Allaine, de la Bourbeuse. | non                  |
| Bourgogne-Franche-Comté                                       | Saône-et-Loire | 65                   | Chalonnais                                                 | 7                    | 22 634               | Débordements de la Saône | non                  |
| Bourgogne-Franche-Comté / Auvergne-Rhône-Alpes                | Saône-et-Loire, Ain | 66                   | Mâconnais                                                  | 15                   | 18 335               | Inondations par les crues de la Saône. Phénomène à cinétique très lente (inondations fluviales) avec vitesse faibles mais durées de submersion importantes (plusieurs semaines). Inondations par les crues de la Veyle. | non                  |
| Auvergne-Rhône-Alpes                                          | Ardèche, Drôme | 67                   | Plaine de Valence                                          | 18                   | 80 298               | Débordements du Rhône, de la Véore et de la Barberolle. | oui                  |
| Auvergne-Rhône-Alpes                                          | Ardèche, Drôme | 68                   | Montélimar                                                 | 12                   | 31 681               | Débordements du Rhône, le Roubion et le Jabron | oui                  |
| Auvergne-Rhône-Alpes                                          | Drôme | 69                   | Romans-sur-Isère – Bourg-de-Péage                          | 8                    | 35 477               | Débordements de l'Isère, de la Savasse, de la Joyeuse, de l'Herbasse et du Charlieu. | non                  |
| Auvergne-Rhône-Alpes                                          | Isère | 70                   | Grenoble – Voiron                                          | 49                   | 450 080              | Débordements de l'Isère, du Drac, de la Romanche, de la Morge et de la Fure. | non                  |
| Auvergne-Rhône-Alpes                                          | Isère, Rhône, Loire, Ardèche | 71                   | Vienne                                                     | 30                   | 53 604               | Débordements du Rhône et de la Gère | oui                  |
| Auvergne-Rhône-Alpes                                          | Loire | 37                   | Saint-Étienne                                              | 14                   | 20 913               | Débordements du Gier (bassin Rhône-Méditerranée), du Furan (bassin Loire-Bretagne), et de l'Ondaine (bassin Loire-Bretagne) | non                  |
| Auvergne-Rhône-Alpes                                          | Rhône, Métropole de Lyon, Ain, Isère | 72                   | Lyon                                                       | 139                  | 570 624              | Débordements du Rhône, de la Saône, du Nizerand, de l'Azergues, de la Brévenne, du Garon, de l'Yzeron, de l'Ozon et du Gier | oui                  |
| Auvergne-Rhône-Alpes                                          | Haute-Savoie | 73                   | Annecy                                                     | 22                   | 55 882               | Débordements du Fier, du Lac, du Thiou, de l'Eau Morte et de l'Ire | non                  |
| Auvergne-Rhône-Alpes                                          | Haute-Savoie | 74                   | Annemasse – Cluses                                         | 46                   | 94 346               | Débordements de l'Arve, du Foron de Gaillard et du Giffre | non                  |
| Auvergne-Rhône-Alpes                                          | Haute-Savoie | 75                   | Haute vallée de l'Arve                                     | 11                   | 33 849               | Débordements de l'Arve | non                  |
| Auvergne-Rhône-Alpes                                          | Savoie | 76                   | Albertville                                                | 14                   | 27 184               | Crues rapides de l'Isère en amont de la confluence avec l'Arly, semi-rapide en aval. Crues rapides de l'Arly. Crues torrentielles sur les autres cours d'eau. | non                  |
| Auvergne-Rhône-Alpes                                          | Savoie | 77                   | Chambéry – Aix-les-Bains                                   | 31                   | 87 666               | Débordements de la Leysse, l'Hyères, le Tillet, le Sierroz et le Lac du Bourget | non                  |
| Provence-Alpes-Côte d'Azur                                    | Alpes-Maritimes | 78                   | Nice – Cannes – Mandelieu                                  | 32                   | 364 648              | Débordements du Riou de l'Argentière, de la Siagne, de la Brague, du Loup, de la Cagne, du Var et des Paillons | non                  |
| Provence-Alpes-Côte d'Azur                                    | Alpes-Maritimes | 78                   | Nice – Cannes – Mandelieu                                  | 32                   | 22 024               | Submersions marines. | non                  |
| Provence-Alpes-Côte d'Azur                                    | Bouches-du-Rhône | 79                   | Aix-en-Provence – Salon-de-Provence                        | 22                   | 149 250              | Débordements de la Touloubre, des rivières du bassin de l'Arc, de la Cadière et du Raumartin et Inondations par ruissellement sur les communes de : Aix-en-Provence, Venelles, St Cannat et Lambesc | non                  |
| Provence-Alpes-Côte d'Azur                                    | Bouches-du-Rhône | 80                   | Marseille – Aubagne                                        | 5                    | 254 725              | Débordements de l'Huveaune, du Jarret et des Aygalades et inondations par ruissellement sur la commune de Marseille. | non                  |
| Provence-Alpes-Côte d'Azur                                    | Bouches-du-Rhône | 80                   | Marseille – Aubagne                                        | 5                    | 6 952                | Submersions marines. | non                  |
| Provence-Alpes-Côte d'Azur                                    | Var | 81                   | Est-Var                                                    | 15                   | 83 064               | Débordements de l'Argens, de la Nartuby, du Reyran, du système Vernède-Compassis, du Grand-Vallat, du Blavet, de l'Agay, du Valescrue, du Pédégal, du Préconil, de la Giscle, du Bourrian et de la Môle, complétés par les submersions marines et les inondations par ruissellement sur la commune de Draguignan.                                                           | non                  |
| Provence-Alpes-Côte d'Azur                                    | Var | 81                   | Est-Var                                                    | 15                   | 16 638               | Submersions marines. | non                  |
| Provence-Alpes-Côte d'Azur                                    | Var | 82                   | Toulon-Hyères                                              | 16                   | 213 029              | Débordements de la Reppe, du Las, de l'Eygoutier, du Ruisseau de Faveyrolles, du Gapeau et du Roubaud | non                  |
| Provence-Alpes-Côte d'Azur                                    | Var | 82                   | Toulon-Hyères                                              | 16                   | 13 333               | Submersions marines. | non                  |
| Provence-Alpes-Côte d'Azur / Occitanie / Auvergne-Rhône-Alpes | Bouches-du-Rhône, Gard, Ardèche, Drôme, Vaucluse                                                                                              | 83                   | Avignon – plaine du Tricastin – basse vallée de la Durance | 90                   | 402 887              | Débordements du Rhône, de la Cèze, du Lez (84), de l'Ardèche, de la Durance, de l'Aygue, du Rieu (Foyro), de la Meyne, de l'Ouvèze, des Sorgues, des rivières du Sud-Ouest du Mont-Ventoux, de la Nesque, du Calavon, du Coulon, de l'Eze | oui                  |
| Provence-Alpes-Côte d'Azur / Occitanie                        | Bouches-du-Rhône, Gard | 84                   | Delta du Rhône                                             | 8                    | 91 926               | Debordement du Rhône. | oui                  |
| Provence-Alpes-Côte d'Azur / Occitanie                        | Bouches-du-Rhône, Gard | 84                   | Delta du Rhône                                             | 8                    | 23 966               | Submersion marine | oui                  |
| Occitanie                                                     | Aude | 85                   | Carcassonne                                                | 4                    | 17 393               | Débordements de l'Aude et du Fresquel | non                  |
| Occitanie                                                     | Aude | 96                   | Narbonne                                                   | 18                   | 54 363               | Débordements de l'Aude, de l'Orbieu, la Berre | non                  |
| Occitanie                                                     | Aude | 96                   | Narbonne                                                   | 18                   | 12 189               | Submersion marine | non                  |
| Occitanie                                                     | Gard | 87                   | Alès                                                       | 37                   | 39 149               | Débordements de la Cèze et des Gardons. | non                  |
| Occitanie                                                     | Gard | 88                   | Nîmes                                                      | 19                   | 170 043              | Débordements du Vistre et de ses affluents, et les inondations par ruissellement sur la commune de Nîmes | non                  |
| Occitanie                                                     | Gard | 88                   | Nîmes                                                      | 19                   | 432                  | Submersions marines. | non                  |
| Occitanie                                                     | Hérault | 89                   | Béziers – Agde                                             | 15                   | 45 326               | Débordements de l'Hérault, l'Orb et du Libron | non                  |
| Occitanie                                                     | Hérault | 89                   | Béziers – Agde                                             | 15                   | 15 990               | Submersion marine | non                  |
| Occitanie                                                     | Hérault | 90                   | Sète                                                       | 7                    | 33 949               | Débordements de l'Etang de Thau et des Etangs palavasiens. | non                  |
| Occitanie                                                     | Hérault | 90                   | Sète                                                       | 7                    | 25 725               | Submersion marine | non                  |
| Occitanie                                                     | Hérault, Gard | 91                   | Montpellier – Lunel – Maugio – Palavas                     | 48                   | 191 873              | Débordements du Vistre, du Vidourle, du Lez, de la Mosson, | non                  |
| Occitanie                                                     | Hérault, Gard | 91                   | Montpellier – Lunel – Maugio – Palavas                     | 48                   | 39 989               | Submersion marine | non                  |
| Occitanie                                                     | Pyrénées-Orientales | 92                   | Perpignan – Saint-Cyprien                                  | 43                   | 189 656              | Débordements du Tech, du Réart, de la Têt, de l'Agly | non                  |
| Occitanie                                                     | Pyrénées-Orientales | 92                   | Perpignan – Saint-Cyprien                                  | 43                   | 22 181               | Submersion marine | non                  |
| Bassin Seine-Normandie                                        | |                      |                                                            |                      |                      | |                      |
| Grand Est                                                     | Aube | 93                   | Troyes                                                     | 11                   | 49 427               | Débordement de la Seine | oui                  |
| Grand Est                                                     | Haute-Marne | 94                   | Saint-Dizier                                               | 11                   | 10 190               | Débordement de la Marne | non                  |
| Grand Est                                                     | Marne | 95                   | Châlons-en-Champagne                                       | 32                   | 32 630               | Débordement de la Marne | non                  |
| Bourgogne-Franche-Comté                                       | Yonne | 96                   | Auxerre                                                    | 6                    | 14 565               | Débordement de l'Yonne | non                  |
| Île-de-France                                                 | Paris (75), Seine-et-Marne (77), Yvelines (78), Essonne (91), Hauts-de-Seine (92), Seine-Saint-Denis (93), Val-de-Marne (94), Val-d'Oise (95) | 97                   | Île-de-France                                              | 141                  | 2 358 650            | Débordement de la Seine (de Corbeil-Essonnes à Mantes-la-Jolie), de la Marne (de Lagny-sur-Orge à Charenton-le-Pont), de l’Oise (de Asnières-sur-Oise à Conflans-Sainte-Honorine) | non                  |
| Île-de-France                                                 | Seine-et-Marne | 98                   | Meaux                                                      | 5                    | 31 872               | Débordement de la Marne de Trilport à Villenoy | non                  |
| Hauts-de-France                                               | Aisne | 99                   | Chauny-Tergnier-La Fère                                    | 13                   | 28 750               | Débordement de l'Oise | non                  |
| Hauts-de-France                                               | Oise | 100                  | Creil                                                      | 14                   | 41 300               | Débordement de l'Oise | non                  |
| Hauts-de-France                                               | Oise | 101                  | Compiègne                                                  | 18                   | 41 850               | Débordement de l'Oise et de l'Aisne | non                  |
| Normandie                                                     | Calvados | 102                  | Caen                                                       | 14                   | 14 700               | Débordement de l'Orne, de l'Odon et du Biez. | non                  |
| Normandie                                                     | Calvados | 102                  | Caen                                                       | 14                   | 13 220               | Submersions marines | non                  |
| Normandie                                                     | Calvados | 103                  | Dives-Ouistreham                                           | 8                    | 5 468                | Débordement de l'Orne et de la Dive | non                  |
| Normandie                                                     | Calvados | 103                  | Dives-Ouistreham                                           | 8                    | 18 425               | Submersions marines | non                  |
| Normandie                                                     | Eure | 104                  | Évreux                                                     | 4                    | 22 500               | Débordement de l'Iton | non                  |
| Normandie                                                     | Manche | 105                  | Cherbourg-Octeville                                        | 8                    | 32 736               | Débordement de la Divette et du Trottebec | non                  |
| Normandie                                                     | Manche | 105                  | Cherbourg-Octeville                                        | 8                    | 36 032               | Submersions marines | non                  |
| Normandie                                                     | Seine-Maritime | 106                  | Rouen-louviers-Austreberthe                                | 64                   | 160 000              | Débordement de La Seine (des Damps à Duclair), de l'Eure (d'Acquigny à la confluence avec la Seine), du Cailly (de Montville à la confluence avec la Seine), de l'Aubette (de Saint-Aubin-Epinay à la confluence avec le Robec), du Robec (de Fontaine-sous-Préaux à la confluence avec la Seine), de l'Austreberthe (de Sainte-Austreberthe à la confluence avec la Seine) | non                  |
| Normandie                                                     | Seine-Maritime | 107                  | Le Havre                                                   | 20                   | 76 500               | Débordement de la Lézarde | non                  |
| Normandie                                                     | Seine-Maritime | 107                  | Le Havre                                                   | 20                   | 53 860               | Submersions marines de l'estuaire de la Seine et du littoral (du Havre à Octeville-sur-Mer) | non                  |
| Normandie                                                     | Seine-Maritime | 108                  | Dieppe                                                     | 7                    | 13 200               | Débordement de la Scie et de l'Arques -ruissellement de l'Arques | non                  |
| Normandie                                                     | Seine-Maritime | 108                  | Dieppe                                                     | 7                    | 11 200               | Submersions marines | non                  |
| Bassin Corse                                                  | |                      |                                                            |                      |                      | |                      |
| Corse                                                         | Corse-du-Sud | 109                  | Ajaccio                                                    | 1                    | 25 783               | Ruissellement, Débordement de cours d'eau et Submersion marine | non                  |
| Corse                                                         | Haute-Corse | 110                  | Grand Bastia                                               | 3                    |                      | Ruissellement, Débordement de cours d'eau (Furiani) et Submersion marine | non                  |
| Corse                                                         | Haute-Corse | 111                  | Marana                                                     | 3                    |                      | Crues rapides par ruissellement, par débordement du Golo, submersion marine sur le littoral et le lido. | non                  |
| Bassin de la Guadeloupe                                       | |                      |                                                            |                      |                      | |                      |
| Guadeloupe                                                    | Guadeloupe | 112                  | Centre                                                     | 7                    | 193 674              | Débordement de cours d'eau / de ravine, ruissellement et Submersion marine (Réseau hydrographique des Grands-Fonds (ravines non pérenne, canaux, système karstique), mangroves et zones humides des bordures littorales du Grand-Cul-de-sac-Marin et du Petit Cul-de-sac-Marin, Rivière Salée).                                                                             | non                  |
| Guadeloupe                                                    | Guadeloupe | 113                  | Basse-Terre Baillif                                        | 2                    | 18 920               | Débordement de cours d'eau / de ravine et ruissellement pluvial (Cours d'eau torrentiels de la Côte-sous-le-Vent : Rivière des Pères, Rivière aux Herbes, Rivière du Galion, etc.) | non                  |
| Bassin de la Guyane                                           | |                      |                                                            |                      |                      | |                      |
| Guyane                                                        | Guyane | 114                  | Ile de Cayenne                                             | 1                    | 11 556               | Pour la commune de Cayenne : canal Laussat, canal Leblond-crique Eau Lisette, crique Montabo, canal Grant, crique Mouche, canal Zéphir, Crique Fouillée, Crique Cabassou. | non                  |
| Guyane                                                        | Guyane | 114                  | Ile de Cayenne                                             | 1                    | 6 346                | Pour la commune de Rémire-Montjoly : canal Montravel, canal Chennebras, canal Nord-Sud, Salines de Montjoly, Crique Fouillée, Crique Cabass Pour la commune de Matoury : crique Balata, Crique Hôpital, Crique Morthium (entre la RN2 et la RN4), Crique Fouillée, Crique Austerlitz, Crique Molère, Stoupan.                                                               | non                  |
| Bassin de la Martinique                                       | |                      |                                                            |                      |                      | |                      |
| Martinique                                                    | Martinique | 115                  | Fort-de-France et Le Lamentin                              | 2                    | 11 900               | Débordement et ruissellements de la rivière Lézarde (commune du Lamentin) | non                  |
| Martinique                                                    | Martinique | 115                  | Fort-de-France et Le Lamentin                              | 2                    | 4 500                | Submersion marine | non                  |
| Bassin de La Réunion                                          | |                      |                                                            |                      |                      | |                      |
| La Réunion                                                    | La Réunion | 116                  | Saint-Denis et Sainte-Marie                                | 2                    | 1 800                | Débordement et ruissellements de la Rivière des Pluies, de la Ravine du Butor et de la Ravine Patate à Durand, de la Rivière du Chaudron et de la Rivière Saint-Denis | non                  |
| La Réunion                                                    | La Réunion | 117                  | Saint-Pierre et Le Tampon                                  | 2                    | 24 400               | Débordement et ruissellements de la Ravine Blanche, la Rivière d'Abord et la Ravine des Cabris | non                  |
| La Réunion                                                    | La Réunion | 118                  | Saint-Benoît                                               | 1                    | 6 800                | Débordement et ruissellements de la Rivière des Marsouins de la Rivière des Marsouins | non                  |
| La Réunion                                                    | La Réunion | 119                  | Saint-Paul                                                 | 1                    | 8 400                | Débordement et ruissellements de l'Étang Saint-Paul et Saline Ermitage | non                  |
| La Réunion                                                    | La Réunion | 120                  | Sainte-Suzanne et Saint-André                              | 2                    | 44 400               | Débordement et ruissellements de la Grande Rivière Saint-Jean et la rivière Sainte-Suzanne | non                  |
| La Réunion                                                    | La Réunion | 121                  | Saint-Joseph                                               | 1                    | 3 100                | Débordement et ruissellements la Rivière des Remparts | non                  |
| Bassin de Mayotte                                             | |                      |                                                            |                      |                      | |                      |
| Mayotte                                                       | Mayotte | 122                  | Mayotte                                                    |                      |                      | Débordement et ruissellements de cours d'eau et Submersion marine | non                  |